# Coupe de la LFFP
Die Coupe de la LFFP ist der französische Ligapokal im Frauenfußball. Ausgerichtet wird er von der Ligue Féminine de Football Professionnel, dem zur Saison 2024/25 neu geschaffenen professionellen Frauen-Ligaverband innerhalb der Fédération Française de Football. Der Wettbewerb wurde zur Spielzeit 2025/26 neu ins Leben gerufen, um den Vereinen der ersten und zweiten Liga (Première beziehungsweise Seconde Ligue) mehr Pflichtspiele auf hohem Niveau zu ermöglichen, nachdem die LFFP die Überlegung verworfen hatte, die beiden obersten Spielklassen von 12 auf 14 Teilnehmer aufzustocken.

## Austragungsmodus
Die 24 professionellen Frauschaften der ersten und zweiten Liga sind zur Teilnahme an diesem Pokal verpflichtet, wobei die drei Vereine, die sich in der Vorsaison für die Teilnahme am Europapokal qualifiziert haben, erst später – ab dem Viertelfinale – in das Turnier eingreifen. Die verbleibenden 21 Teams werden auf fünf Gruppen verteilt, so dass in jeder Gruppe ein oder zwei Erst- sowie zwei oder drei Zweitligisten vertreten sind; dabei soll auch die regionale Nähe eine Rolle spielen. Jeder Teilnehmer trägt gegen jeden seiner Gruppengegner nur eine Partie aus. Das Heimrecht liegt automatisch bei der klassentieferen Mannschaft, es sei denn, beide Kontrahenten gehören derselben Liga an – dann entscheidet das Los über den Austragungsort.
Die Punktevergabe weicht vom Ligabetrieb leicht ab: Zwar gibt es für einen Sieg nach 90 Minuten drei, der Verlierer erhält null Punkte. Aber steht eine Begegnung nach 90 Minuten unentschieden, kommt es sofort zu einem Elfmeterschießen, dessen Gewinner zwei Zähler erhält und dessen Verlierer auch ein Punkt gutgeschrieben wird.
Nach Abschluss der Gruppenphase treffen die fünf Gruppensieger und die drei neu einsteigenden Teams während drei Runden (Viertel-, Halbfinale und Endspiel) im klassischen Pokalmodus (K.-o.-System) aufeinander, wobei die Paarungen (gleichfalls nur je ein Spiel) ausgelost werden, und ermitteln so den Ligapokal-Sieger.

## Erste Austragung 2025/26
Die Gruppenphase soll vom September 2025 bis Januar 2026 stattfinden, die K.-o.-Spiele (Phase finale) im Februar und März 2026. Die erst im Viertelfinale eingreifenden Frauschaften sind OL Lyonnes, Paris Saint-Germain und der Paris FC. Das Endspiel wird nicht in Frankreich, sondern in Abidjan (Nigeria) ausgetragen.

## Nachweise und Anmerkungen
1. ↑  Coupe de la LFFP – Le règlement adopté vom 14. Juni 2025 bei www.footofeminin.fr